# Sumber Sari (Nibung)
Sumber Sari is een bestuurslaag in het regentschap Musi Rawas van de provincie Zuid-Sumatra, Indonesië. Sumber Sari telt 1270 inwoners (volkstelling 2010).